# Nagroda Jana Baptysty Quadro
Nagroda Prezydenta Miasta Poznania im. Jana Baptysty Quadro – nagroda architektoniczna przyznawana co roku za najlepszą realizację architektoniczną w Poznaniu.

## Charakterystyka konkursu
Nagrodę ustanowił w kwietniu 1999 Zarząd Miasta Poznania. W procesie przyznawania nagrody współuczestniczą Oddział Poznań SARP oraz UWI Inwestycje S.A. Nazwa nagrody nawiązuje do architekta miasta Poznania, działającego w epoce renesansu – Jana Baptysty Quadro, twórcy między innymi ratusza poznańskiego.
Nagroda jest przyznawana autorowi lub zespołowi autorów za zrealizowany na terenie Poznania (w roku poprzedzającym przyznanie nagrody) projekt architektoniczny, uznany za najlepszy spośród zgłoszonych do konkursu. Wyjątkiem jest pierwsza nagroda, bowiem przyznana została w 1999, za projekt zrealizowany w 1990.
Uroczystość wręczania nagród odbywa się w Sali Renesansowej poznańskiego ratusza.

## Laureaci nagrody
| Za realizację roku | Laureat                                                                                                | Dzieło                                                                                   | Zdjęcie |
| ------------------ | --- | ---------------------------------------------------------------------------------------- | ------- |
| 1990               | Klemens Mikuła                                                                                         | Projekt zespołu sportowo-rekreacyjnego nad Jeziorem Maltańskim                           |         |
| 1999               | Studio ADS                                                                                             | Pawilon nr 8 na terenie Międzynarodowych Targów Poznańskich                              |         |
| 2000               | Pracownia Architektoniczna Ewy i Stanisława Sipińskich                                                 | Poznańskie Centrum Finansowe                                                             |         |
| 2001               | Studio ADS                                                                                             | Terminal pasażerski na Ławicy                                                            |         |
| 2002               | Jerzy Gurawski                                                                                         | Kampus Morasko                                                                           |         |
| 2003               | Studio ADS                                                                                             | Centrum Handlu, Sztuki i Biznesu Stary Browar                                            |         |
| 2004               | Marian Fikus (nagroda jury)                                                                            | Centrum Wykładowe Politechniki Poznańskiej                                               |         |
| 2004               | Paweł Błasiński (nagroda mieszkańców)                                                                  | Kamienica na rogu ulic Podgórnej i Św. Marcin                                            |         |
| 2005               | Wojciech Marcinkowski                                                                                  | Zaułek Piątkowski                                                                        |         |
| 2005               | Marek Leykam (Złoty Quadro)                                                                            | Okrąglak (najpiękniejszy poznański budynek powstały w ostatnim półwieczu)                |         |
| 2006               | Jerzy Gurawski                                                                                         | Sala koncertowa Akademii Muzycznej w Poznaniu                                            |         |
| 2007               | Studio ADS                                                                                             | II etap Centrum Kulturalno–Handlowego Stary Browar                                       |         |
| 2008               | Sławomir Rosolski                                                                                      | City Park Poznań                                                                         |         |
| 2009               | Jacek Bułat (APA Jacek Bułat: Bartosz Jarosz, Joanna Kapturczak, Michał Kapturczak, Paweł Świerkowski) | Biblioteka Wydziału Filologii Polskiej i Klasycznej UAM                                  |         |
| 2010               | Pracownia Architektoniczna 1997 sp. z o.o.                                                             | Collegium Iuridicum Novum                                                                |         |
| 2011               | Wojciech Grabianowski                                                                                  | Murawa Office Park                                                                       |         |
| 2012               | JEMS Architekci                                                                                        | Pixel                                                                                    |         |
| 2013               | Arkadiusz Emerla, Maciej Wojda                                                                         | Brama Poznania ICHOT                                                                     |         |
| 2014               | ASW Architekci                                                                                         | Hotel Puro                                                                               |         |
| 2015               | CDF Architekci                                                                                         | UBIQ 34                                                                                  |         |
| 2016               | Pracownia Architektoniczna Ultra Architects                                                            | Biurowiec Za Bramką                                                                      |         |
| 2017               | MVRDV                                                                                                  | Wieżowiec Bałtyk                                                                         |         |
| 2018               | NMS Architekci                                                                                         | Przebudowa oficyny przy ul. 3 Maja 49c                                                   |         |
| 2019               | CDF Architekci                                                                                         | Odtworzenie kamienicy (zwanej „Żelazkiem”) na rogu ul. Bolesława Krysiewicza i Ogrodowej |         |
| 2020               | Szymon Januszewski i Pracownia Insomia                                                                 | Etap (1B) realizacji osiedla Nowy Strzeszyn przy ul. Wincentego Różańskiego              |         |
| 2021               | Pracownia Projektowa J.P. Woźny                                                                        | Ekspozycja reliktów palatium Mieszka I na Ostrowie Tumskim                               |         |
| 2022               | Pracownia Architektoniczna Ultra Architects, Marcin Kościuch i Tomasz Osięgłowski                      | Projekt tzw. „Złamanego Domu”                                                            |         |

W konkursie tym przyznano też wyróżnienia następującym realizacjom:

- zespół domów przy ul. Promienistej,
- Akademia Wychowania Fizycznego im. Eugeniusza Piaseckiego,
- Dom Weterana na Ugorach,
- Hala Arena,
- Collegium Maximum Akademii Rolniczej,
- kościół św. Jana Kantego,
- Collegium Altum Akademii Ekonomicznej,
- Powszechny Bank Kredytowy przy ul. Kramarskiej,
- budynek Marago,
- Hotel Merkury,
- Collegium Novum UAM,
- zespół biurowców Alfa,
- Urząd Wojewódzki,
- strażnica pożarowa przy ul. Masztalarskiej,
- Wyższa Szkoła Nauk Humanistycznych i Dziennikarstwa,
- Wydział Biologii UAM na Morasku,
- biurowiec Solar,
- Stary Browar,
- kamienica narożna ul. Święty Marcin/Podgórna,
- Centrum Wykładowe Politechniki Poznańskiej,
- kompleks sportowy Malta,
- nowe skrzydło Akademii Muzycznej,
- biurowiec Delta,
- Andersia Tower,
- Port Lotniczy Ławica,
- Kupiec Poznański,
- Wydział Matematyki i Informatyki UAM na Morasku[17].